# Cảnh sát trưởng Pepe
Il Commissario Pepe hay Cảnh sát trưởng Pepe là một bộ phim hài và phim truyền hình Ý năm 1969 của đạo diễn Ettore Scola.
Nó dựa trên tiểu thuyết của Ugo Facco De La Garda.
Bộ phim này được quay tại Vicenza, thành phố không bao giờ được đề cập đến.

## Giải thưởng
Ugo Tognazzi được vinh danh là Nam diễn viên xuất sắc nhất tại Liên hoan phim Mar del Plata.

## Âm mưu
Antonio Pepe là Chánh thanh tra cảnh sát của một thành phố nhỏ ở miền Bắc nước Ý. Anh ta buộc phải điều tra đời sống tình dục của công dân, thậm chí với các thành viên xã hội cao cấp địa phương.

## Diễn viên
- Ugo Tognazzi trong vai Antonio Pepe
- Giuseppe Maffioli trong vai Nicola Parigi
- Silvia Dionisio trong vai Silvia
- Tano Cimarosa làm đặc vụ Cariddi
- Marianne Comtell trong vai Matilde Carroni
- Dana Ghia trong vai chị Clementina
- Elsa Vazzoler trong vai gái điếm già
- Véronique Vendell là Maristella Diotallevi
- Rita Calderoni trong vai Clara cổ tử cung
- Virgilio Scapin trong vai Bá tước Lancillotto
- Elena tiếng Ba Tư trong vai Marquise Norma Zaccarin
- Gino Santercole trong vai Oreste
- Pippo Starnazza trong vai Người say rượu